# 11460 Juliafang
A 11460 Juliafang (ideiglenes jelöléssel (11460) 1981 EZ15) a Naprendszer kisbolygóövében található aszteroida. Schelte J. Bus fedezte fel 1981. március 1-jén.

## Kapcsolódó szócikk
- Kisbolygók listája (11001–11500)